# ФК Камза
„Камза“ (на албански: KS Kamza) е албански футболен клуб от едноименния град, играещ в Суперлигага на Албания. Основан на 10 септември 1936 година (по други данни през 1940 или 1947-ма), под името „Дажти Камьоз“. Домакинските си мачове играе на стадион „Камез“, с вместимост 5500 зрители. Най-доброто представяне на клуба са 3-те места в Първа лига през 2009/10 и 2010/11. През сезон 2011/12 „Камза“ дебютира в Суперлигата на Албания, но заема едва 11-о място.

## Имена
- 1936 – „Дажти Камьоз“
- 1990 – „Камьоз“
- 2001 – „Дажти Камьоз“
- 2009 – „Камза“

## Известни играчи
- Клевис Далипи

## Известни треньори
- Агустин Кола
- Перлат Муста
- Пиетро Виерховод